# Hydraena brevis
Hydraena brevis är en skalbaggsart som beskrevs av Sharp 1882. Hydraena brevis ingår i släktet Hydraena och familjen vattenbrynsbaggar. Inga underarter finns listade i Catalogue of Life.